# Спиношипые
Спиношипые (Notacanthidae) — семейство морских глубоководных рыб из отряда Спиношипообразные. Живут всесветно на глубине от 125 до 3500 м. Самый древний известный науке представитель семейства Pronotacanthus sahelalmae известен из сантона на территории современного Ливана.
Их тела сильно вытянуты и более сужены к хвосту, чем у настоящих угрей. Хвостовой плавник мал или отсутствуют, а как анальный плавник длиной в половину длины тела. Они питаются прикреплёнными или свободно живущими донными животными, такими как морские анемоны, иглокожие, моллюски и черви.
Хотя это не настоящие угри, у этих рыб тоже есть личинка-лептоцефал. Разница в том, что длина тела личинки истинных угрей составляют примерно 5-10 % от длины взрослой особи, личинки спиношипых бывают намного крупнее взрослых, и уменьшаются, превращаясь во взрослое животное. Длина взрослых рыб колеблется от 20 см до 1,2 м, а их личинки бывают до 1,8 м в длину.

## Классификация
- Lipogenys
  - Lipogenys gillii Goode & Bean, 1895
- Notacanthus
  - Notacanthus abbotti Fowler, 1934
  - Notacanthus bonaparte Risso, 1840
  - Notacanthus chemnitzii Bloch, 1788
  - Notacanthus indicus Lloyd, 1909
  - Notacanthus sexspinis Richardson, 1846
  - Notacanthus spinosus Garman, 1899
- Polyacanthonotus
  - Polyacanthonotus africanus (Gilchrist & von Bonde, 1924)
  - Polyacanthonotus challengeri (Vaillant, 1888)
  - Polyacanthonotus merretti Sulak, Crabtree & Hureau, 1984
  - Polyacanthonotus rissoanus (De Filippi & Verany, 1857)
- †Pronotacanthus
  - †Pronotacanthus sahelalmae Woodward 1900